# Musée de l'Homme de Néandertal
 (novembre 2024).
Si vous disposez d'ouvrages ou d'articles de référence ou si vous connaissez des sites web de qualité traitant du thème abordé ici, merci de compléter l'article en donnant les références utiles à sa vérifiabilité et en les liant à la section « Notes et références ».
Le musée de l'Homme de Néandertal (en allemand : Neandertal Museum) est un musée de la Préhistoire en Allemagne ouvert depuis 1996. 
Il présente les grandes étapes de la Préhistoire, à partir d'une reconstitution de l'aspect et de l'environnement du premier Néandertalien identifié en Europe, trouvé dans la vallée de Néander en 1856 et devenu holotype de la nouvelle espèce Homo neanderthalensis en 1864.

## Historique
Le musée a ouvert en 1996 entre Erkrath et Mettmann, d'après un projet de Günter Zamp Kelp, Julius Krauss et Arno Brandlhuber. Auparavant, l'exposition était installée dans un bâtiment à quelques centaines de mètres du musée actuel. On y trouve aujourd'hui un atelier de l'Âge de la pierre. La Fondation Néandertal est le parrain financier du musée, qui est visité par environ 170 000 personnes chaque année.
Depuis le 1er janvier 2019, Bärbel Auffermann, titulaire d'un doctorat en archéologie préhistorique, est la directrice du musée, succédant à Gerd-Christian Weniger.

## Description
Le musée est situé dans la vallée de Néander, près de Mettmann, dans le land de Rhénanie-du-Nord-Westphalie, en Allemagne.
Dans le bâtiment presque ovale du musée, un chemin circulaire sans fin serpente de l'entrée jusqu'au dernier étage. Les éléments exposés sont classés en partie chronologiquement selon les époques de la Préhistoire, en partie selon des thèmes sociaux et culturels. À l'aide de nombreuses reconstitutions grandeur nature de Néandertaliens et d'autres humains archaïques, le musée tente de donner une image vivante de l'apparence de ces ancêtres et cousins d'Homo sapiens. 
Une première section intitulée Une vallée et son secret expose l'histoire du site et livre des informations sur les restes de l'homme de Néandertal qui y ont été découverts. La section suivante, Un voyage dans le temps, traite des étapes majeures de l'histoire humaine. L'évolution de l'Homme est abordée à travers plusieurs thèmes, Vie et survie, Outils et savoirs, Mythe et religion, Environnement et alimentation, et Communication et société.
Le musée comprend également un jardin archéologique, à proximité immédiate de l'ancien emplacement de la « petite grotte de Feldhof » (le site où les ossements fossiles de l'Homme de Néandertal ont été trouvés en 1856), qui a été détruit par l'exploitation minière de la pierre calcaire. L'emplacement de la grotte n'a pu être repéré qu'en août 1997. Le jardin se compose d'une grande prairie au bord de la rivière Düssel avec plusieurs stations proposant un objet d'art interactif. Le sentier pédestre qui traverse le terrain est conçu comme une ligne du temps. 

## Autres centres d'intérêt

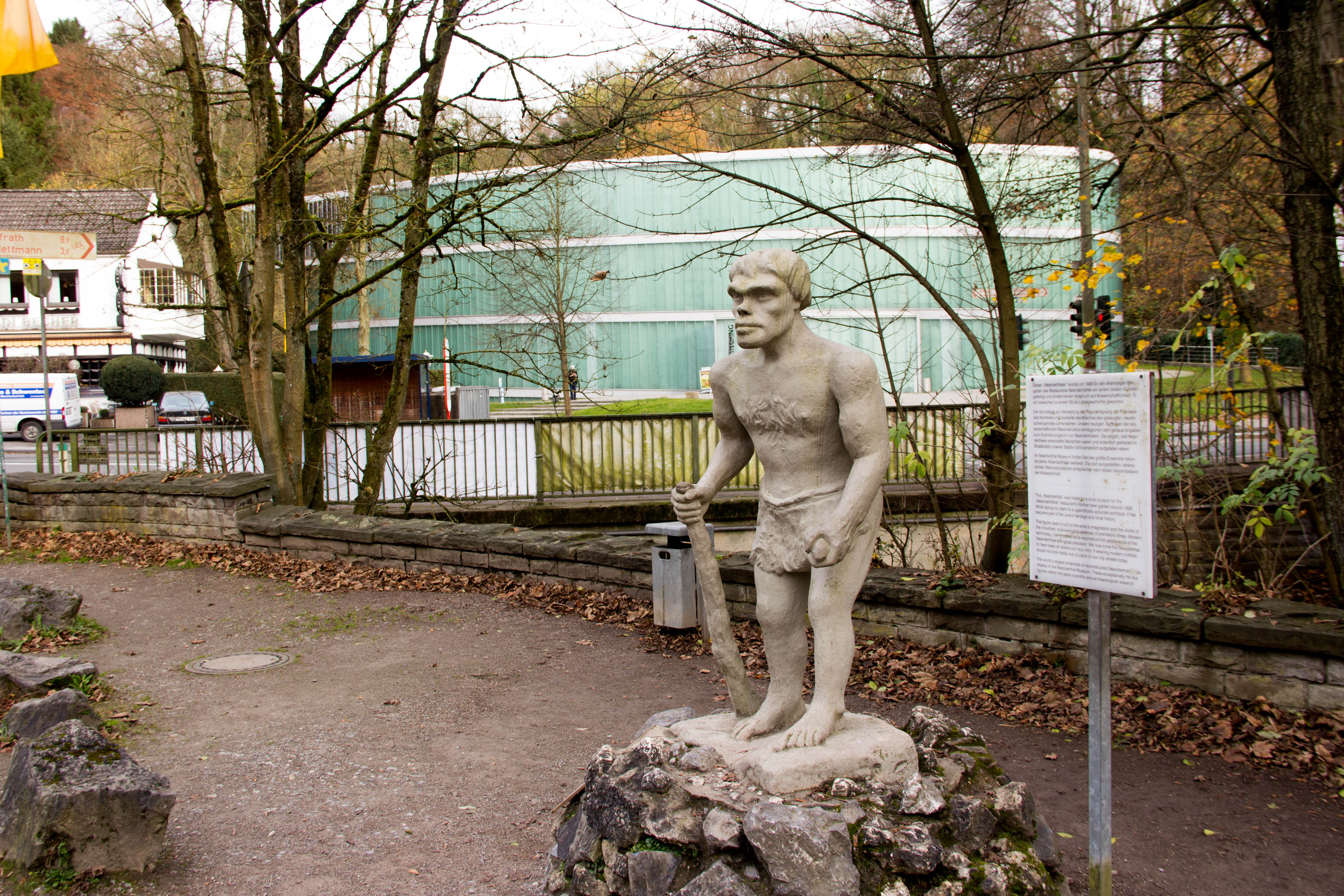
Sculpture d'un homme de Néandertal devant le musée, en 2015.

Attenant au musée, le parcours artistique MenschenSpuren (en français : « Traces des hommes ») commence et se termine par les œuvres de onze artistes. La réserve naturelle de l'ère glaciaire de Néandertal borde ce parcours.
Dans l'atelier de l'Âge de la pierre, les techniques et les méthodes de travail de l'Âge de la pierre peuvent être expérimentées de manière pratique par les visiteurs.

## Informations pratiques
Un système audio inclus dans le prix d'entrée permet aux visiteurs de faire une visite au choix en allemand ou en anglais. De nombreux panneaux d'information très détaillés et quelques installations vidéo dans ces langues et dans d'autres sont intégrés au parcours. L'exposition est complétée par un écran de cinéma, un café et une boutique de musée. 

## Récompenses
- 2009 : prix d'archéologie allemande de la Deutsche Gesellschaft für Ur- und Frühgeschichte (de)